# Strang (Oklahoma)
Strang é uma cidade  localizada no estado norte-americano de Oklahoma, no Condado de Mayes.

## Demografia
Segundo o censo norte-americano de 2000, a sua população era de 100 habitantes.
Em 2006, foi estimada uma população de 103, um aumento de 3 (3.0%).

## Geografia
De acordo com o United States Census Bureau tem uma área de
0,7 km², dos quais 0,7 km² cobertos por terra e 0,0 km² cobertos por água. Strang localiza-se a aproximadamente 202 m acima do nível do mar.

## Localidades na vizinhança
O diagrama seguinte representa as localidades num raio de 12 km ao redor de Strang.